# Valansart
Valansart (Gaumais: Valansåt) is een plaatsje in de vallei van de Semois in de Belgische streek de Gaume in de Provincie Luxemburg in de gemeente Chiny.
Deelgemeenten: Chiny · Izel · Jamoigne · Les Bulles · Suxy · Termes

Overige dorpen: Frenois · La Haïlleule · La Mouline · Moyen · Pin · Pont Charreau · Prouvy · Romponcelle · Valansart

Belgische gemeenten · Arrondissement Virton · Luxemburg · Wallonië